# 霍格尔动物园

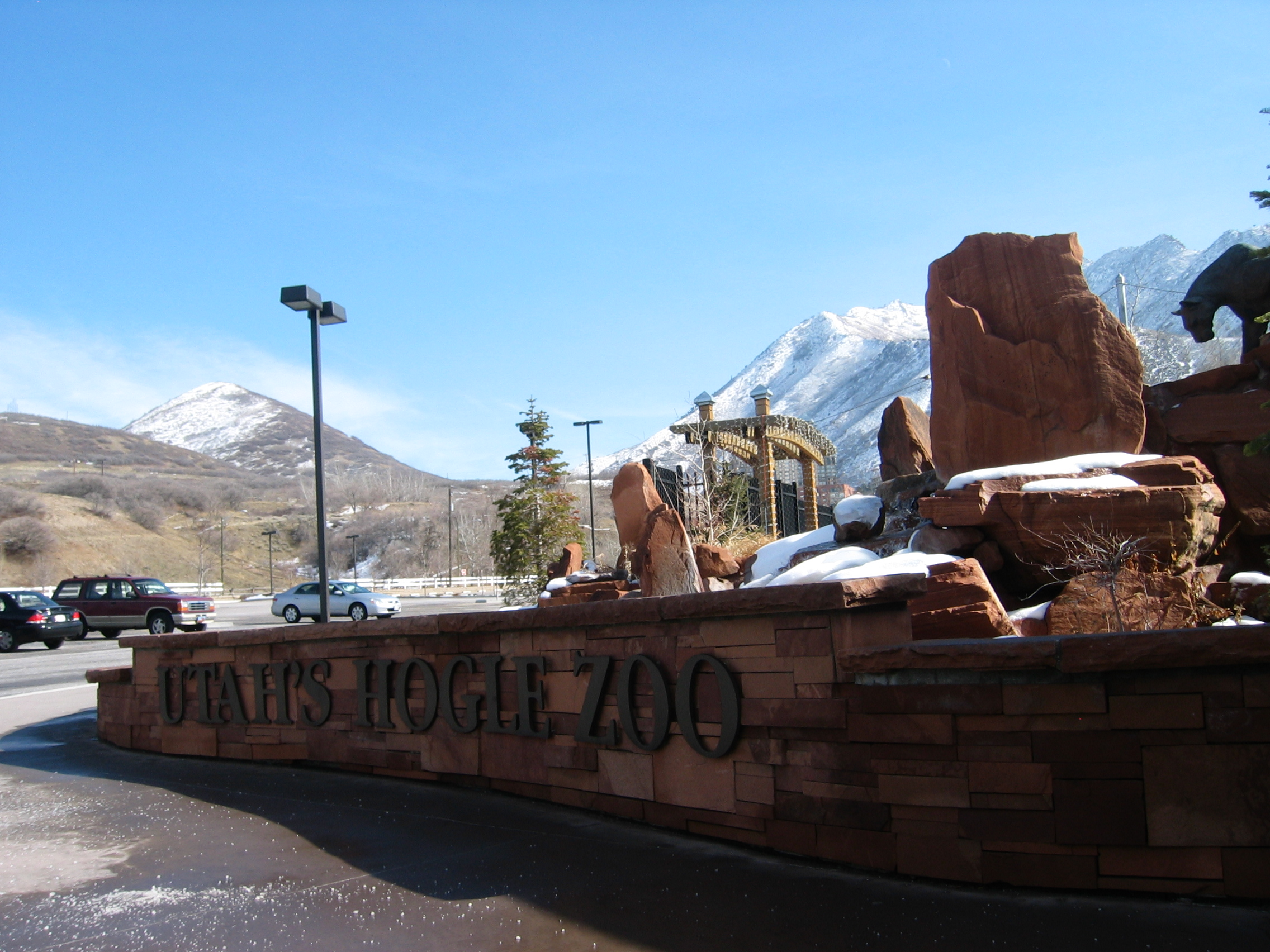
霍格尔动物园的入口

犹他霍格尔动物园是一间位于犹他州盐湖城移民峡谷口的动物园，也是该州最大型的动物园。

## 历史
霍格尔动物园是又由霍格尔家庭创建与经营。它的原址位于在盐湖城的自由公园（毗邻500和700东，900和1300南街道）。在未搬迁到现有的地址前，动物园一头名叫爱丽丝的大象产出了头一只以及唯一出生于犹他州的亚洲象。它的名字叫犹他王子，出生10个月不久便离世了。目前的展品包括鹿，猴子，三只大象（包括一只小象），北美各种鸟类和哺乳动物。1931年8月1日，霍格尔动物园于詹姆斯霍格尔先生和夫人在移民谷捐赠的那一块土地开始营业。 霍格尔动物园 每天上午 9:00 至下午 6:00 开放。